# 김민성 (축구 선수)
김민성(2000년 5월 11일 ~ )은 대한민국의 축구 선수이며, 포지션은 수비수이다.